# NGC 2417
NGC 2417 is een spiraalvormig sterrenstelsel in het sterrenbeeld Kiel. Het hemelobject werd op 8 maart 1836 ontdekt door de Britse astronoom John Herschel.

## Synoniemen
- ESO 123-15
- AM 0729-620
- IRAS 07295-6208
- PGC 21155